# X-Tudo SESI Cultural
O X-Tudo SESI Cultural é um evento anual promovido pelo Sistema FIRJAN, por meio do SESI Cultural Rio. Todos os anos, no mês de julho, diversas manifestações artísticas (teatro, dança, música, cinema e artes plásticas), oficinas e palestras acontecem no Rio de Janeiro, às quais os interessados (artistas, estudantes e simpatizantes) têm acesso gratuitamente ou a valores abaixo da média. A intenção é "mostrar ao público um panorama do cenário cultural carioca". A parte artística é realizada na rede de teatros do SESI, ao passo que as demais atividades têm lugar em diversos locais do estado fluminense.
O evento teve início em 2010. Nas primeiras quatro edições (2010, 2011, 2012 e 2013), levou cerca de 24 mil espectadores aos teatros da rede SESI Rio para aproximadamente oitenta atrações. Em 2013, foram incluídas programações sobre vultura digital e Hip-Hop. O público pode também interagir com profissionais de vários segmentos.
O encontro também é uma oportunidade para artistas novatos se apresentarem. Alice Caymmi, neta do compositor Dorival Caymmi, foi um dos artistas da nova geração que participaram do evento. Também já participaram artistas mais experientes, como Zélia Duncan e Dado Villa-Lobos.
O evento já chegou a abrigar um festival de cultura digital.